# Delec WIMP
Delec WIMP (ali masivni delec s šibko interakcijo, v angleščini Weakly interacting massive particle) je domnevni delec, ki naj bi v vesolju sestavljal temno snov. Delci WIMP naj bi delovali s pomočjo šibke jedrske sile in gravitacije. Delce WIMP je v vesolju izredno težko opaziti, ker skoraj ne sodelujejo z drugimi delci, čeprav delujejo tudi težnostno (ne delujejo pa z elektromagnetno ali močno silo, to pomeni, da ne sodelujejo z običajno snovjo). Zanje je tudi značilno, da povzročajo privlačnost med masami, ki je značilna za običajno snov v vesolju. Znano je, da temna snov deluje samo težnostno na svoje okolje. Odkritje teh delcev bi rešilo veliko problemov, ki jih ima sodobna kozmologija. Predvidevajo, da temna snov sestavlja okoli 85% vse vidne snovi v vesolju 
Delci WIMP imajo izredno veliko maso in se zaradi tega gibljejo počasi oziroma jih imamo za hladne delce. Doslej s poskusi še niso potrdili obstoja teh delcev. Kandidata za delce WIMP sta fotino in nevtralino, ki ju predvideva supersimetrija. Delci WIMP naj bi bili najlažji supersimetrični delci (Lightest Supersymmetric particle ali LSP)

## Raziskave
V svetu poteka večje število programov, ki imajo za cilj odkritje delcev WIMP (primeri: CDMS, DEAP, EDELWEISS, PICASSO, SIMPLE, DAMA/Nal, DAMA/LIBRA in še drugi). V okviru programa PICASSO so leta 2009 poročali, da so odkrili znamenja, po katerih bi lahko sklepali na prisotnost delcev WIMP. Prav tako so v programu CoGeNT (Coherent Germanium Neutrino Technology) v letu 2010 poročali, da so po 56 dneh poskusov opazili stotine trkov, ki so jih lahko razložili samo s temno snovjo. Poskus je tudi pokazal, da se masa delcev WIMP giblje v območju od 7 do 11 milijard eV .